# Aplotipo

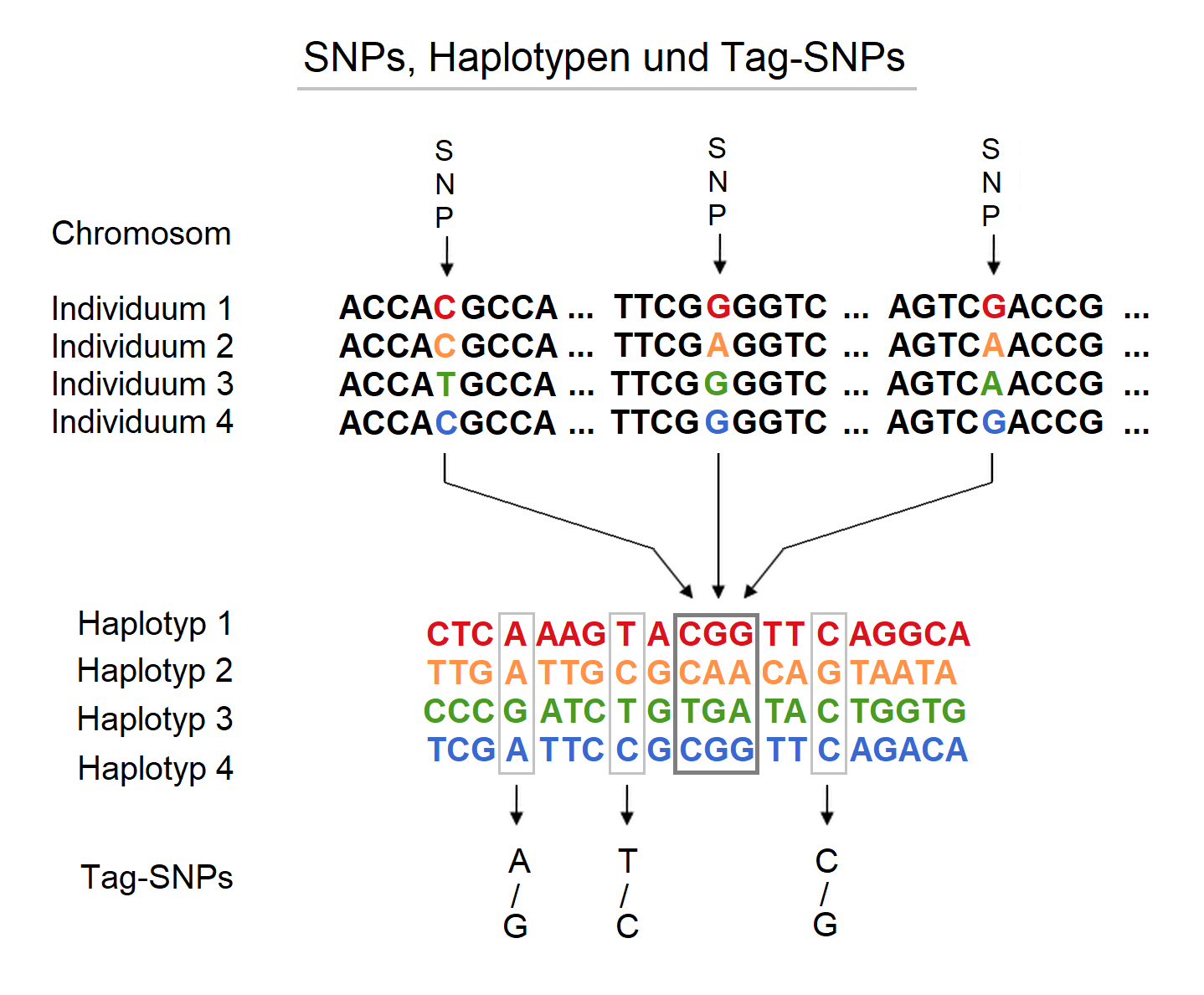
Aplotipi dal confronto degli SNP di 4 persone in una regione dello stesso cromosoma. Derivato da: https://www.nature.com/articles/nature02168

L'aplotipo (dal greco ἁπλόος contratto ἁπλοῦς haplóos=singolo o semplice) è un gruppo di varianti alleliche, lungo un cromosoma o un segmento cromosomico, che in genere vengono ereditati insieme. Per un'altra definizione l'aplotipo è un insieme di marcatori genetici presenti su un singolo cromosoma, che vengono ereditati insieme; i marcatori possono essere un gruppo di varianti alleliche, un gruppo di STR, o un gruppo di SNP.

## Descrizione
L'associazione statistica tra loci si manifesta in assenza di ricombinazione tra i loci stessi. Per quanto riguarda gli autosomi (cromosomi non sessuali) e le regioni pseudoautosomiche dei cromosomi sessuali questo può essere dovuto alla vicinanza fisica tra i loci considerati e all'assenza di hot-spot di ricombinazione tra di loro. Invece gli alleli della regione non ricombinante del cromosoma Y (NRY) sono sempre associati a formare aplotipi, così come gli alleli del genoma mitocondriale (mtDNA). Infatti queste due porzioni del genoma non ricombinano, essendo ereditate con modalità uniparentali, paterna la prima, materna la seconda. In particolare gli aplotipi differenti per un sistema aploide non ricombinante sono pari a 1+n, dove n è il numero di siti biallelici presi in considerazione, mentre per i sistemi diploidi ricombinanti sono n2.
In generale aplotipi differenti sono generati da un aplotipo ancestrale per effetto della mutazione ai singoli loci. I prodotti di questo meccanismo evolutivo possono essere correlati attraverso la filogenesi fino a desumere la forma ancestrale dell'aplotipo.
Spesso, quando la risoluzione molecolare di un aplotipo è molto elevata, può essere utile raggruppare filogeneticamente aplotipi diversi sulla base di un comune progenitore definendo così un aplogruppo.
Lo studio di queste trasmissioni veniva utilizzato (prima dell'avvento della biologia molecolare) per stabilire la distanza tra due geni su un cromosoma. Questa distanza viene espressa come percentuale di ricombinazione, la cui unità viene definita "centimorgan", in omaggio al genetista Thomas Hunt Morgan.
Il termine è usato soprattutto in immunologia per descrivere un insieme di geni situati sullo stesso cromosoma, che codificano per gli antigeni del sangue o dei tessuti. I primi sistemi di classificazione dei gruppi sanguigni definiti dagli aplotipi comprendono il sistema 'Rhesus' del 1947. Il modello più popolare di aplotipo è il Human Leukocyte Antigen (HLA), il cui ruolo è fondamentale nella realizzazione delle reazioni di difesa immunitaria dell'organismo. Infatti, molte malattie genetiche hanno la loro origine in una "anomalia" dei geni HLA.
Supponiamo che due geni su un cromosoma, molto vicini l'uno all'altro, non vengano separati dal crossing over durante la meiosi. Per esempio nel sistema di sangue MNS, il gene che codifica una proteina, la 'glicoforina A' (GPA), ha due alleli M e N, ed il gene che codifica per una seconda proteina, la 'glicoforina B' (GPB), ha due alleli s e S. Ci sono 4 aplotipi possibili in questo sistema: MS, Ms, NS, Ns. 
Per esempio, consideriamo un padre che ha ricevuto dai genitori gli aplotipi MS e Ns, quindi ha genotipo MS/Ns e fenotipo MNSs, sposato con una donna omozigote MS/MS con fenotipo MMSS. I loro figli saranno necessariamente MS dalla madre, e saranno MS o Ns da parte del padre (ma non Ms o NS). A parte casi di ricombinazione eccezionale, la frequenza di occorrenza nelle famiglie fornisce un'idea della distanza tra i geni espressi in centimorgan.
|                  |    | Aplotipi materni | Aplotipi materni |
| MS               | MS |                  |                  |
| ---------------- | -- | ---------------- | ---------------- |
| Aplotipi paterni | MS | MS /MS           | MS /MS           |
| Aplotipi paterni | Ns | MS / Ns          | MS / Ns          |

In un secondo significato, aplotipo è un insieme di polimorfismi di un singolo nucleotide (SNPs) su un unico cromosoma di una coppia di alleli che sono statisticamente associati. Si pensa che queste associazioni, e l'individuazione di un paio di alleli di un aplotipo, possano portare all'identificazione inequivocabile di tutti gli altri siti polimorfici nella sua regione. Tali informazioni sono molto preziose per lo studio della genetica perché alla base di molte malattie comuni, e sono state studiate nella specie umana dalla HapMap International Project.
In una definizione più generale, un aplotipo è semplicemente il genotipo di un singolo cromosoma o di un aplogruppo del cromosoma. L'aplotipo sta diventando la nuova unità funzionale del genoma.
Molte società che fanno test genetici usano la parola 'aplotipo' in riferimento ad alleli mutati di corte ripetizione in tandem (STR) all'interno di un segmento genetico, mentre utilizzano il termine 'aplogruppo' per fare riferimento a mutazioni con un unico evento di polimorfismo (UEP) che rappresenta il cluster al quale un insieme di potenziali aplotipi appartengono.

## Applicazioni della tipizzazione aplotipica
- L'analisi degli aplotipi in linkage disequilibrium costituisce uno strumento importante per la mappatura genetica ad alta risoluzione.
- Gruppi di aplotipi tra loro affini evolutivamente costituiscono aplogruppi. Gli aplogruppi della regione non ricombinante del cromosoma Y (NRY) e quelli del DNA mitocondriale (mtDNA) sono particolarmente significativi in studi di filogenesi, tassonomia e evoluzione.
- La conoscenza degli aplotipi HLA è coinvolta nel rigetto dei trapianti e nella valutazione del rischio genetico di suscettibilità ad alcune patologie autoimmuni (diabete, celiachia). Ad esempio la predisposizione alla celiachia può essere diagnosticata andando a ricercare la presenza di certi aplotipi (HLA-DQ2 e DQ8). A tal fine si effettua un prelievo di sangue dal paziente e si utilizza un kit commerciale presente in tutti i laboratori specializzati. In particolare se il test genetico che viene effettuato ha un esito negativo allora permette di escludere al 95% che quell'individuo svilupperà una celiachia, mentre nel caso di esiti positivi sono necessari ulteriori accertamenti (come l'esame istologico di un frammento della mucosa intestinale).

## Risoluzione di un aplotipo
Il genotipo di un organismo potrebbe non definire in modo univoco il suo aplotipo. Ad esempio, consideriamo un organismo diploide e due loci bi-allelici sullo stesso cromosoma come polimorfismi a singolo nucleotide (SNP). Il primo locus ha alleli A e T con tre possibili genotipi AA, AT e TT, il secondo locus avente G e C, ancora una volta dà tre possibili genotipi GG, GC e CC. Per un dato individuo, ci sono quindi nove possibili configurazioni per i genotipi a questi due loci, come mostrato nel quadrato di Punnett di sotto, che indica i possibili genotipi che un individuo può svolgere e gli aplotipi corrispondenti che questi risolvono. Per gli individui che sono omozigoti in uno o entrambi i loci, è chiaro quali sono gli aplotipi; è solo quando un individuo è eterozigote per entrambi i loci che la fase gametica è ambigua.
|    | AA    | AT             | TT    |
| -- | ----- | -------------- | ----- |
| GG | AG AG | AG TG          | TG TG |
| GC | AG AC | AG TC or AC TG | TG TC |
| CC | AC AC | AC TC          | TC TC |

L'unico metodo univoco per risolvere l'ambiguità di fase è il sequenziamento. Tuttavia, è possibile stimare la probabilità che un particolare aplotipo quando la fase è ambigua attraverso un campione di individui.
Conoscendo i genotipi per un certo numero di individui, gli aplotipi si possono dedurre dalla risoluzione dell'aplotipo o altre tecniche. Questi metodi si basano sull'osservazione che alcuni aplotipi sono comuni in alcune regioni genomiche. Quindi, dato un insieme di risoluzioni aplotipiche possibili, essi tendono a scegliere quelli in cui c'è un minor numero di aplotipi diversi. I meccanismi di questi metodi varia - alcuni si basano su approcci combinatori (ad esempio, la parsimonia), mentre altri utilizzano funzioni di rischio sulla base di diversi modelli e ipotesi, come il principio di Hardy-Weinberg, il modello di teoria della coalescenza, o filogenesi perfetta. Questi modelli sono combinati con algoritmi di ottimizzazione, quali ad esempio di aspettativa-massimizzazione (EM), Markov chain Monte Carlo (MCMC), o i modelli nascosti Markov nascosti (HMM).
L'aplotipizzazione con microfluidi di un intero genoma è una tecnica per la separazione fisica dei singoli cromosomi di una cellula in metafase seguita da risoluzione diretta del aplotipo per ciascun allele.

## Aplotipi Y-DNA da test genealogici
A differenza di altri cromosomi, i cromosomi Y non si trovano a coppie, ma ogni maschio umano ne ha soltanto una copia. Questo significa che non vi è alcuna casualità sulla copia che viene ereditata; così, a differenza di aplotipi autosomici, non vi è dunque alcuna randomizzazione per l'aplotipo del cromosoma Y tra le generazioni, e un maschio umano dovrebbe in gran parte mostrare lo stesso cromosoma Y di suo padre, con più o meno alcune mutazioni, dal momento che, nella popolazione umana, questo cromosoma si caratterizza per un elevato grado di polimorfismo.
In particolare, la Y-DNA che è il risultato numerato di un test genealogico del DNA Y-DNA deve corrispondere, a meno di mutazioni. Nelle discussioni genealogiche e popolari, questo è a volte indicato come la "firma DNA" di un particolare essere umano di sesso maschile, o del suo sangue paterno.
 Risultati UEP (risultati SNP).
I polimorfismi di Unico-evento (UEPs) come SNPs rappresentano aplogruppi. STRs indicano aplotipi. I risultati che compongono l'intero aplotipo Y dal test del DNA del cromosoma Y possono essere divisi in due parti: i risultati della UEPs, a volte chiamati i risultati SNP, sono polimorfismi a singolo nucleotide, ed i risultati di corte sequenze microsatellite ripetute in tandem (Y-STR).
I risultati UEP riflettono l'eredità di eventi che si ritiene possa essersi verificata solo una volta in tutta la storia umana. Questi possono essere utilizzati per identificare direttamente l'aplogruppo Y-DNA dell'individuo, il suo posto sull'albero genealogico di massima dell'intera umanità. Diversi aplogruppi Y-DNA identificano popolazioni genetiche che spesso sono strettamente legati alle aree geografiche, riflettondo le migrazioni degli individui in relazione ai propri antenati decine di migliaia di anni fa.
Aplotipi Y-STR.
L'altra parte possibile dei risultati genetica è l'aplotipo Y-STR.
A differenza del UEPs, la Y-STR mutano molto più facilmente, e dalla loro risoluzione si può distinguere la genealogia molto più recente. Gli aplotipi Y-STR è probabile che si sono diffusi a parte, per formare un cluster di più o meno risultati simili. In genere, questo gruppo avrà un centro definito più probabile, l'aplotipo modale, e anche una diversità dell'aplotipo - il grado in cui è diventato diffuso. Più in passato si è verificato l'evento che lo definiscono, e più la crescita demografica si è verificata all'inizio del successivo evento, maggiore sarà la diversità di aplotipo per un determinato numero di discendenti. D'altra parte, se la diversità dell'aplotipo è più piccola per un determinato numero di discendenti, ciò può indicare un antenato comune più recente, o che una espansione della popolazione si è verificato più di recente.
È importante notare che, a differenza di UEPs, non vi è alcuna garanzia che due individui con un aplotipo Y-STR simile necessariamente condividano un antenato simile. Non c'è univocità di eventi Y-STR. Invece, i cluster di risultati Y-STR aplotipo ereditando da eventi diversi e storie diverse tendono tutti a sovrapporsi.

### Annotazioni
1. ↑  STR, Short Tandem Repeats, sono sequenze ripetute di DNA non codificante costituiti da unità di ripetizione molto corte disposte secondo una ripetizione in tandem.
2. ↑  SNP, Single Nucleotide Polymorphism, sono una variazione, del materiale genico a carico di un unico nucleotide.

### Riferimenti
1. ↑  (EN) Haplotype, su genome.gov. URL consultato l'8 maggio 2025.
2. ↑  (EN) Haplotype, su pharmacologycanada.org. URL consultato l'8 maggio 2025.
3. ↑   Haplotype - ISOGG Wiki, su isogg.org. URL consultato l'8 maggio 2025.
4. ↑  The International HapMap Consortium (2005). "A haplotype map of the human genome".
5. ↑  Facts & Genes. Volume 7, Issue 3.